# Tamara Kancilija
Tamara Kancilija, slovenska smučarska skakalka, * 15. avgust 1987, Kranj.
Tamara Kancilija se je kot tretja hči rodila Marti in Jožu Kancilija leta 1987. Ima dve sestri: Andrejo in Tadejo. Osnovno šolo je obiskovala v Predosljah pri Kranju. Šolanje je nadaljevala na Ekonomski gimnaziji v Kranju. Bila je članica SK Triglav Kranj in med prvimi tremi slovenskimi smučarskimi skakalkami, ki so se začele tekmovalno ukvarjati s smučarskimi skoki v Sloveniji. Tekmovala je na mednarodnem nivoju: FIS pokal, celinski pokal in Grand Prix. V celinskem pokalu, tedaj najvišjem tekmovanju za ženske skakalke, je dosegla šest uvrstitev med prvih trideset, najvišje se je uvrstila na dvajseto mesto, ki ga je dosegla 16. januarja 2005 v Planici in tri dni za tem v Dobbiacu. Dela kot vaditeljica smučanja v Kranjski gori. Tamara ima enega otroka Taja (februar 2012).